# ثورات
ثورات في كل مكان: الدوافع الكامنة والأسباب التاريخية:هي الترجمة العربية لكتاب Why It's Still Kicking Off Everywhere للكاتب بول ماسون، وقد ترجمها حسن وهب الحاج ونشرتها دار المطبوعات للتوزيع والنشر ببيروت عام 2014. تتألف الترجمة من نحو 263 صفحة، وسُجلت تحت عنوان "ثورات في كل مكان: الدوافع الكامنة والأسباب التاريخية"،
يحلل الكتاب موجات الاحتجاج التي اجتاحت العالم بين عامي 2010 و2013، بدءًا من تونس ومصر (الربيع العربي)، مرورًا بحركة "احتلوا وول ستريت"، وأزمة اليونان وأسبانيا، وشملت احتجاجات في الفلبين وغيرها، باعتماد منظور اجتماعي وسياسي يكشف عن الأسباب الظاهرة والخفية وراء هذه الحركات

## نبذة عن الكتاب
```
ووفقًا لمراجعة نُشرت على موقع "
الأنباء الإلكترونية
"، فقد نجح 
ماسون
 في تقديم قراءة منهجية تربط بين مختلف الأحداث السياسية والاقتصادية التي شهدها العقد الماضي، مُظهرًا كيف أن تسارع وتيرة هذه الأحداث أدى إلى "خلط الأوراق كلها" على الصعيدين المحلي والعالمي. كما أشادت المراجعة بترجمة 
حسن وهب الحاج
 التي حافظت على روح النص الأصلي مع مراعاة السياق الثقافي العربي، مما يجعل الكتاب مرجعًا مهمًا لفهم الحركات الاحتجاجية الحديثة في 
العالم العربي
 وخارجه.
[
2
]
```

## المواضيع الرئيسة
يتناول بول ماسون في كتابه ثورات في كل مكان: الدوافع الكامنة والأسباب التاريخية مجموعة من المواضيع الرئيسية التي تشرح موجة الاحتجاجات العالمية التي شهدها العقد الثاني من القرن الواحد والعشرين. يبدأ ماسون بتحليل الربيع العربي ودور الاحتجاجات في تونس ومصر وغيرها من الدول العربية، مؤكدًا أن هذه الثورات كانت نتيجة لتراكم أزمات اقتصادية واجتماعية متشابكة. كما يربط الكاتب بين الأزمة الاقتصادية العالمية عام 2008 وتأثيرها في تفاقم الفوارق الاقتصادية، ما أدى إلى زيادة الغضب الشعبي في العديد من دول العالم.
يناقش الكتاب أيضًا تأثير العولمة والسياسات النيوليبرالية على الطبقات الفقيرة والمتوسطة، حيث يرى ماسون أن هذه السياسات أدت إلى اتساع الفجوة الاجتماعية واحتقان الشعوب. بالإضافة إلى ذلك، يستعرض ماسون حركة احتلوا وول ستريت والاحتجاجات المماثلة في الغرب، موضحًا كيف انطلقت هذه الحركات كرد فعل على الفساد الاقتصادي والاجتماعي المتفشي.
يركز ماسون على دور الشباب في دفع هذه الحركات الاحتجاجية، معتبرًا أنهم يمثلون الطليعة التي تسعى للتغيير رغم الصعوبات. كما يشير إلى وجود فجوة كبيرة بين النخب السياسية والشعوب، ما جعل التفاعل مع مطالب الجماهير ضعيفًا، وزاد من حدة الاحتجاجات. في هذا السياق، يسلط الضوء على أهمية الإعلام ووسائل التواصل الاجتماعي في تسهيل تنظيم الاحتجاجات ونشر الأفكار بين الناس.

## الاستقبال النقدي
حظي كتاب ثورات في كل مكان باستقبال نقدي متباين من قبل النقاد والصحفيين. وصفه الصحفي البريطاني جورج إيتون في مجلة نيوستيتسمان بأنه "ربما أكثر الصحفيين انخراطًا في تغطية الحركات الاجتماعية في عصرنا"، مشيرًا إلى أن "أسلوب ماسون المفعم بالحيوية يجعل الكتاب جذابًا حتى للقراء المتشككين."
وفي Peace News، أشاد المراجع بالكتاب واعتبره "كنزًا للنشطاء" و"كتابًا مهمًا ومثيرًا باستمرار"، مشيرًا إلى أن ماسون يبدو "أقرب إلى سياسة الشارع من أي صحفي سائد آخر". لكنه انتقد أحيانًا حماسة ماسون الزائدة ووصف بعض وصفه للشباب المشاركين في الحركات بأنه "ساذج ومفرط في الحماسة".
أما في صحيفة ذا أوبزرفر، فقد رأى إيان بيريل أن الكتاب "مكتوب بشغف"، لكنه أشار إلى أن ماسون يجنح لتفسير الأحداث من منظور يعادي الرأسمالية، مؤكدًا أن "الشرور المنسوبة الرأسمالية والنيوليبرالية تُقدَّم كأحد الأسباب الرئيسية للربيع العربي"، وهو طرح اعتبره بيريل تبسيطيًا ومتحيزًا.
كما نشرت صحيفة الغارديان مراجعة إيجابية للكتاب بتاريخ 15 يناير 2012، كتبتها الناقدة سارة وايت، ووصفت الكتاب بأنه "يمنح القارئ شعورًا عاجلًا بالأحداث"، مشيرة إلى أن بول ماسون يجمع بين الحس الصحفي الحاد والتحليل الاقتصادي والاجتماعي العميق. واعتبرت المراجعة أن ماسون يتناول الأحداث من منظور فريد يُبرز تفاعل التكنولوجيا، والاقتصاد، والثقافة الاحتجاجية في آنٍ واحد.

## الترجمة العربية وأثر الكتاب في العالم العربي
أشادت عدة مواقع ثقافية وإعلامية عربية بالترجمة، مثل الأنباء الإلكترونية التي وصفت العمل بأنه يقدم "قراءة منهجية بدأت بما جرى في العقد الماضي من أحداث غير عادية، أتت مكثفة وسريعة وخلطت الأوراق كلها."
كما أُدرج الكتاب في فهارس مكتبات مرموقة في المنطقة، من بينها مكتبة محمد بن راشد في دبي، ضمن قسم الكتب السياسية والاجتماعية المعاصرة.